# Itron

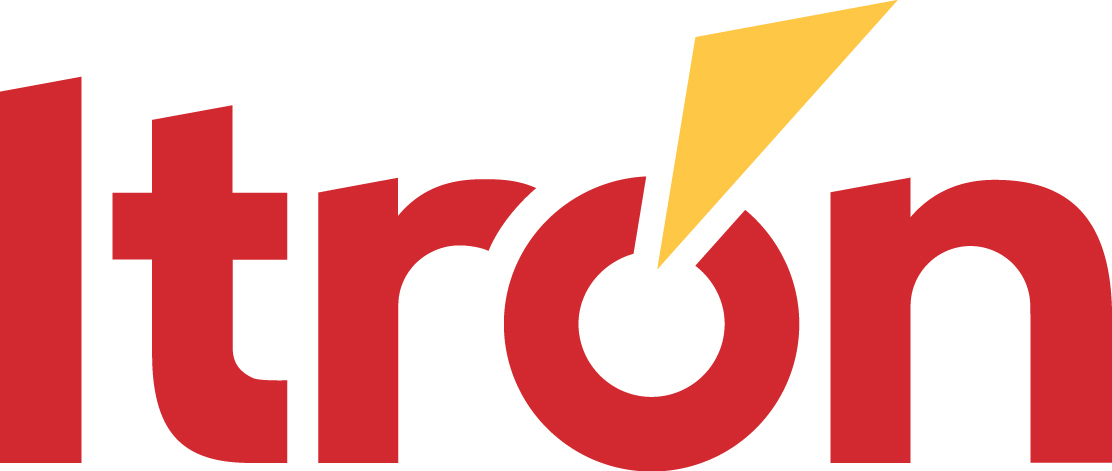

Itron est une entreprise technologique américaine qui propose des produits et des services pour la gestion de l'énergie et des ressources en eau et dont le siège se trouve à Liberty Lake, Washington, États-Unis. Les produits de l'entreprise mesurent et analysent la consommation d'électricité, de gaz et d'eau. Ses produits comprennent des appareils de mesure de l'électricité, du gaz, de l'eau et de l'énergie thermique, des technologies de contrôle, des systèmes de communication, des logiciels, ainsi que des services de gestion et de conseil.

## Histoire
Itron, une filiale d'Avista Corp. basée à Spokane, anciennement Washington Water Power Co., a été fondée en 1977 à Hauser Lake, Idaho, lorsqu'un petit groupe d'ingénieurs a voulu développer une manière plus efficace de lire les compteurs d'utilités.
En 1984, Itron a connu une expansion mondiale sur le marché asiatique et a développé de nouvelles usines de fabrication en France et au Royaume-Uni. En 2006, des équipes de conseil d'Itron ont été créées pour offrir des services liés aux programmes d'efficacité énergétique, aux énergies renouvelables, à la conservation et à la réponse à la demande. En 2010, Itron a été reconnue pour son engagement envers la fabrication aux États-Unis lorsque le président Obama a annoncé l'attribution de 2,3 milliards de dollars de crédits d'impôt pour la fabrication avancée d'énergie dans le cadre de la loi sur la reprise économique. La même année, Itron et Cisco ont formé une alliance pour fournir des communications par protocole Internet (IP) au marché des réseaux intelligents, changeant ainsi les capacités de réseau pour les services publics. Itron est membre fondateur du Smart Cities Council, ayant rejoint en 2013. Itron est également partenaire de Microsoft CityNext, aidant aux initiatives mondiales de villes intelligentes. Après avoir développé la technologie de communication adaptative Itron OpenWay Riva (ACT), Itron a lancé la communauté de développeurs Itron Riva pour l'Internet des objets, destinée aux développeurs intéressés par le développement d'applications logicielles pour l'IoT.
Itron a finalisé l'acquisition de Silver Spring Networks en janvier 2018, deux fournisseurs américains de compteurs intelligents, de réseaux de distribution et de logiciels et services. La plateforme Gen5 de Silver Spring, offrant de nombreuses fonctionnalités similaires à OpenWay Riva d'Itron, a été intégrée dans un cadre commun.

### Acquisitions
2024 - Itron acquiert Elpis Squared
2021 - Itron acquiert SELC, une société spécialisée dans les contrôles d'éclairage public
2017 - Itron acquiert Silver Spring Networks
2017 - Itron acquiert Comverge
2012 - Itron acquiert SmartSynch, spécialisée dans les communications cellulaires, et acquiert également C&N GasGate Technology pour des systèmes de distribution de gaz intelligents améliorés.
2007 - Itron acquiert Actaris Metering Systems.
2004 – Itron acquiert Schlumberger Electricity Metering.
2002 - Itron acquiert des logiciels pour la conception de systèmes distribués, la gestion des équipes sur le terrain et la prévision énergétique.
1996 - Itron acquiert UTS, ajoutant l'application logicielle de comptage MV-90 à son portefeuille de produits.
1995 - AEG Meters est acquis avec les sites de production en Italie, Allemagne, Espagne & Afrique du Sud.
1993 – Itron acquiert deux entreprises allemandes, Heliowatt and Danyl.
1989 - Itron acquiert plusieurs entreprises de comptage, dont Thorn Emi Gas Metering au Royaume-Uni et Bosco Spa en Italie.

## Services Publics
Itron a collaboré avec divers services publics pour déployer des compteurs intelligents, des technologies de communication avancées, des logiciels d'analyse et d'autres outils de gestion des ressources. Voici quelques-uns des services publics qui ont travaillé et collaboré avec Itron pour des projets de compteurs intelligents :
- Amérique du Nord : CenterPoint Energy / Southern California Edison / Pacific Gas & Electric / BC Hydro / FirstEnergy / DTE Energy / San Diego Gas & Electric / Cleveland Water / Sacramento Municipal Utility District / Glendale Water and Power / Rancho California Water District / Los Angeles Department of Water and Power (LADWP) / Florida Power & Light / Public Services Company of New Mexico

- Europe, Moyen-Orient & Afrique : EDF Energy / Gaz Réseau Distribution France (GRDF) / Yorkshire Water / Italgas / Malta Water Services Corporation / State Oil Company of Azerbaijan (SOCAR) / Aguas de Valencia / Linea Distribuzione / Stadtnetze Neustadt /  Stadtwerke Garbsen

- Asie-Pacifique & Australie : Powercor / CitiPower /PT Perusahaan Listrik Negara (PLN) / Hong Kong Water / Sydney Water / Mitsubishi Electric Corporation / Tonga Power Limited (TPL)

- Amérique du Sud : Iberdrola / Dominican Corporation of State Electricity Companies / NAMC Algeria /CPFL Energia / Eletrobras / ELO Sistemas Eletrônicos (ELO)

## Villes
San Antonio a mis en œuvre un programme pilote de six mois pour des lampadaires intelligents en partenariat avec CPS Energy, AT&T, and Itron.
Grâce à Itron, la ville de Chicago a modernisé ses lampadaires avec des LED intelligentes. En mars, la ville a installé 100 000 nouveaux éclairages, soit environ un tiers de son objectif de 270 000. Le projet, d'un coût de 160 millions de dollars, était prévu pour entraîner des économies d'énergie annuelles de 10 millions de dollars.
Pour la construction d'une nouvelle autoroute, la ville de Christchurch, en Nouvelle-Zélande, a utilisé Itron pour déployer des capteurs acoustiques sur le site afin que la ville puisse établir une ligne de base avant l'ouverture de l'autoroute.
La ville de Copenhague, qui voit une utilisation intensive des vélos, a fait appel à l'aide d'Itron pour déployer des capacités de gestion du trafic avec son infrastructure de lampadaires intelligents.
La ville de Paris prévoit de déployer des capteurs avec ses lampadaires intelligents pour surveiller les niveaux d'humidité du sol afin de conserver l'eau.

## Sites de production en France
En mars 2023, Itron annonce la fermeture courant 2024 du site de Chasseneuil-du-Poitou dans la Vienne, un site historique où était implanté auparavant Schlumberger.